# نصر بصیر

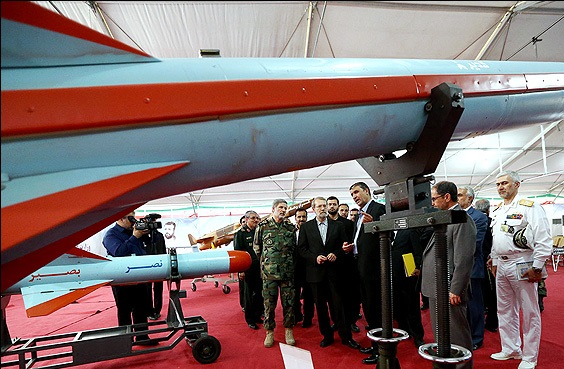
موشک نصر بصیر

موشک نصر بصیر موشکی ایرانی از نوع کروز دریایی است که در شهریور ۱۳۹۳ از آن در ایران رونمایی شد.

## خصوصیات
موشک نصر بصیر که یکشنبه ۲ شهریور ۱۳۹۳ (۲۴ اوت ۲۰۱۴ در حضور حسن روحانی و حسین دهقان از آن رونمایی شد ساخت صنایع نظامی وزارت دفاع (ساصد) است که به همراه موشک قدیر و دو پهپاد کرار ۴ و مهاجر ۴ از آن رونمایی شد. موشک کروز دریایی است که علاوه بر قابلیت چالاکی و قدرت عملیاتی با داشتن سر جستجوگر بدون انتشار، به ویژگی عملیات در سکوت و هوشمندی نیز مجهز شده است. برد آن ۹۰ کیلومتر است و روی  شناور کلاس  شهید سلیمانی  نیز نصب شده است